# Orino
Orino (Urin in dialetto varesotto, probabilmente derivante da una filiazione dalla località Oro, frazione del vicino comune di Azzio) è un comune italiano di 839 abitanti della provincia di Varese, in Lombardia. Gran parte del territorio comunale è ricompreso nel Parco regionale Campo dei Fiori.
Il comune fa parte dell'Unione dei comuni del Medio Verbano.

## Storia
Il primo consiglio comunale fu eletto nel 1831.
Nella prima metà del XX secolo Orino è stato meta turistica apprezzata soprattutto da villeggianti provenienti dal Varesotto e dall'Alto Milanese.

### Simboli
Lo stemma e il gonfalone sono stati concessi con decreto del presidente della Repubblica del 18 giugno 1962.
Nello stemma è raffigurata su fondo d'argento la Rocca di Orino posta sulla campagna di verde.

## Monumenti e luoghi d'interesse

### La Rocca di Orino
In mezzo ai boschi, ad una ventina di minuti di passeggiata dal centro ed a 525 metri sul livello del mare, sorge la Rocca di Orino, costituita da un quadrilatero con cinta muraria difeso da possenti torri. Il primo nucleo della fortezza, situata a nord-est del paese, si suppone risalga al III secolo a.C., ma dell'insediamento originario non sono rimaste tracce. I primi documenti in cui la fortezza viene citata risalgono al 1176.
Dall'esame della struttura muraria emerge una serie di lavori di ristrutturazione, quasi sicuramente eseguiti in epoca viscontea-sforzesca.
Nel 1513, in seguito al disfacimento del Ducato di Milano, venne occupata dalle truppe svizzere: la prima di una serie di occupazioni che causò lo smantellamento della rocca.
All'inizio del secolo scorso è stata sottoposta a lavori di ristrutturazione dall'allora proprietario. La ristrutturazione continua tuttora grazie all'opera del nuovo proprietario.
Leggende locali asseriscono l'esistenza di un fantasma nella Rocca.

### Altre testimonianze storiche, ambientali e culturali
- La chiesa parrocchiale dedicata all'Immacolata, risalente al XVI secolo, ha le forme barocche della metà del XVII secolo.
- In località San Lorenzo, l'omonima chiesa (documentata dal XIV secolo) sorge sul luogo dove, secondo una leggenda, nel 389 d.C. l'apparizione del santo avvolto dalle fiamme - insieme con il sopraggiungere delle truppe da Milano - mise in fuga gli Ariani che avevano occupato la Rocca. Davanti alla chiesa di San Lorenzo sorge un Tiglio secolare (Tilia cordata), censito come Albero monumentale del Parco Regionale Campo dei Fiori dalla Regione Lombardia, che alla data del censimento presentava una circonferenza è di 387 cm e un'altezza di 22m,[6] la cui età è stimata in due secoli.
- Numerose le costruzioni in stile liberty realizzate quando Orino era una rinomata località di villeggiatura.
- Nella foresta attorno alla Rocca il masso erratico Sasso Nero è oggetto di alcune leggende.
- Su una delle cime del Campo dei Fiori, a quota 1.139 metri sul livello del mare, c'è il Forte di Orino, uno dei capisaldi della Linea Cadorna realizzata durante la prima guerra mondiale per prevenire invasioni austro-tedesche attraverso la Svizzera neutrale.

## Società

### Evoluzione demografica
- 356 nel 1751
- 452 nel 1805
- annessione a Gemonio nel 1809 e a Cuvio nel 1812
- 460 nel 1853
- annessione di Azzio nel 1927 con cambio di nome in Orino-Azzio , il tutto annullato nel 1956.[7]
- 453 nel 1961

Abitanti censiti

## Galleria d'immagini

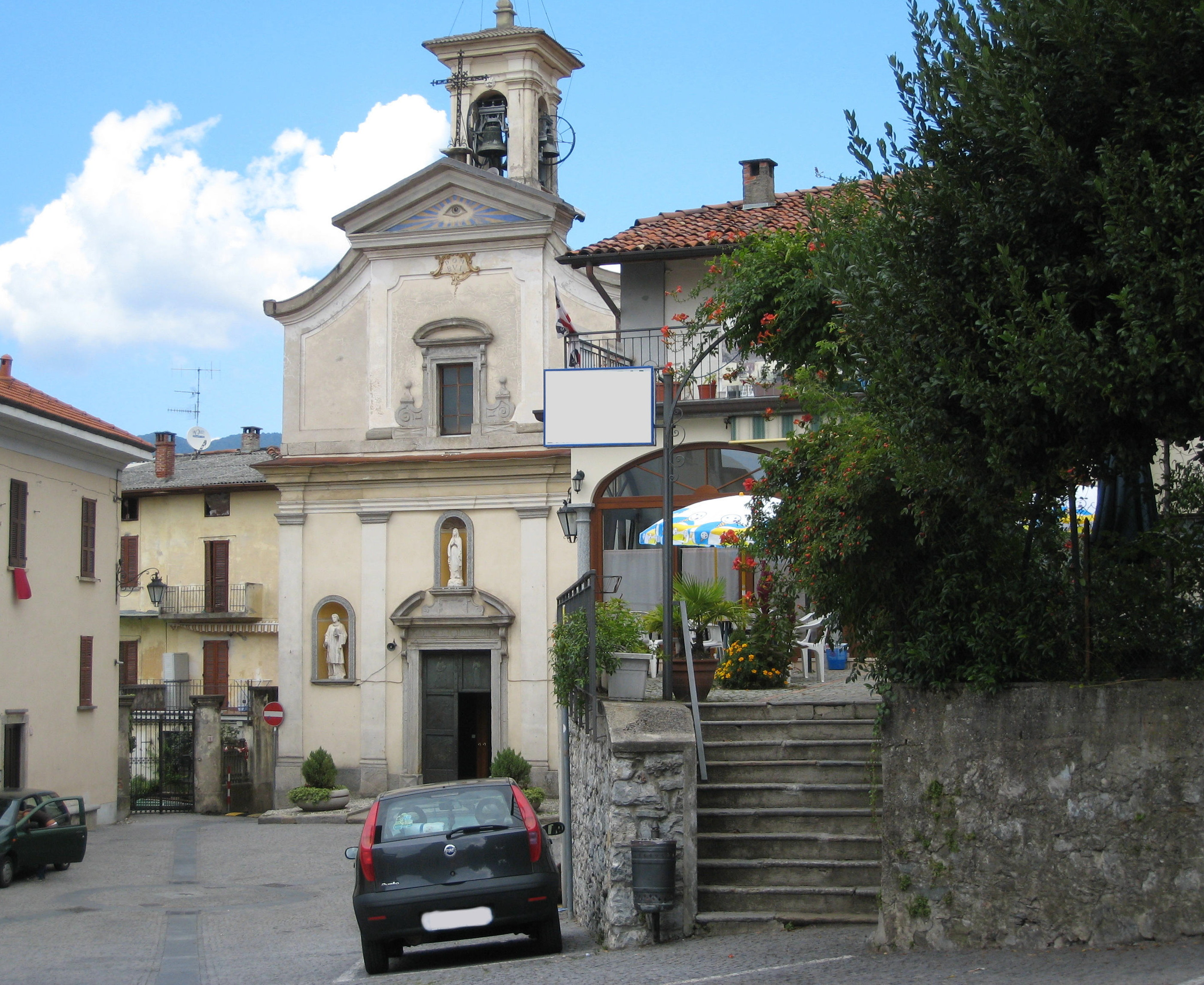
Chiesa parrocchiale Beata Vergine Immacolata
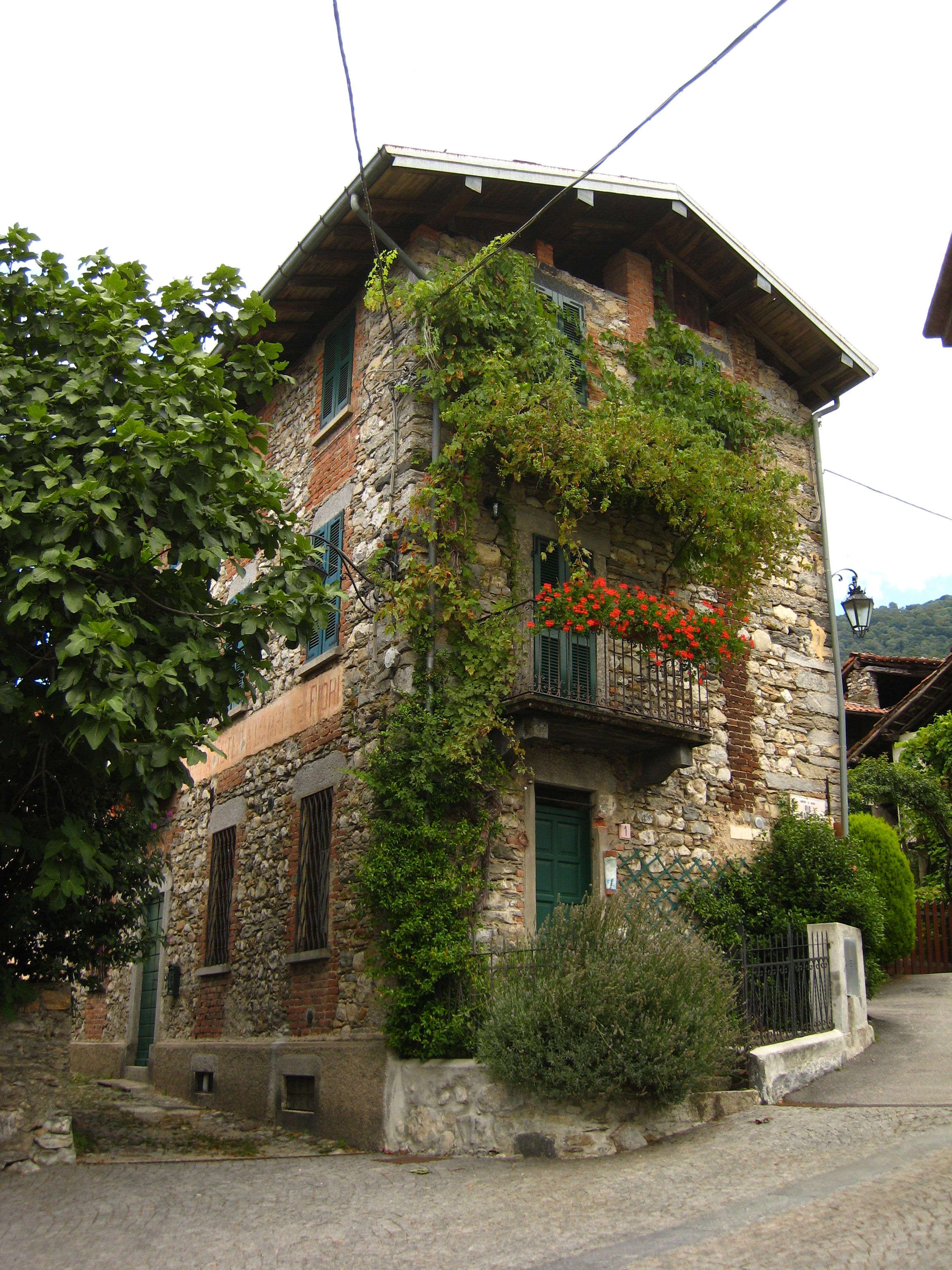
Uno scorcio
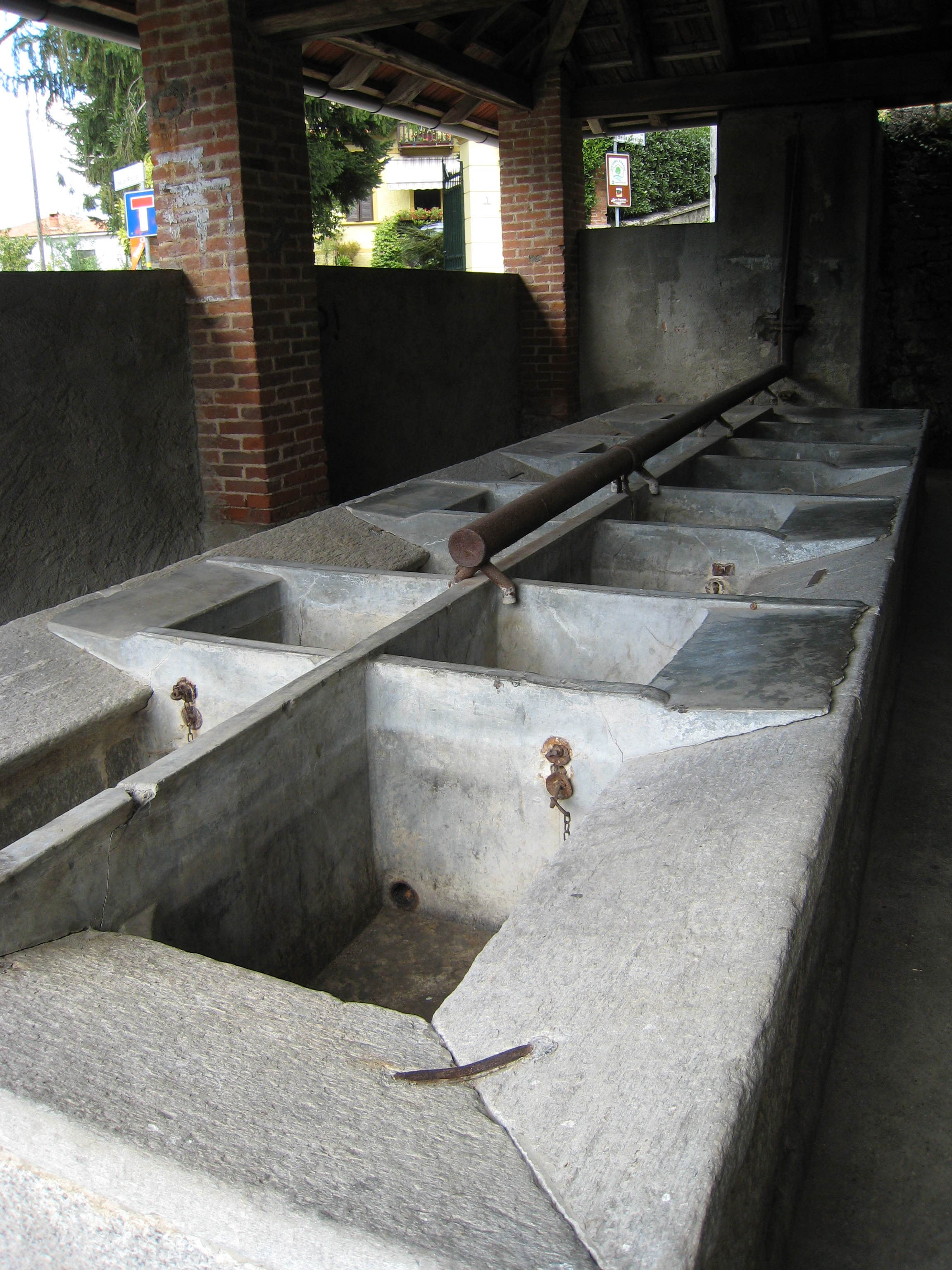
Un lavatoio
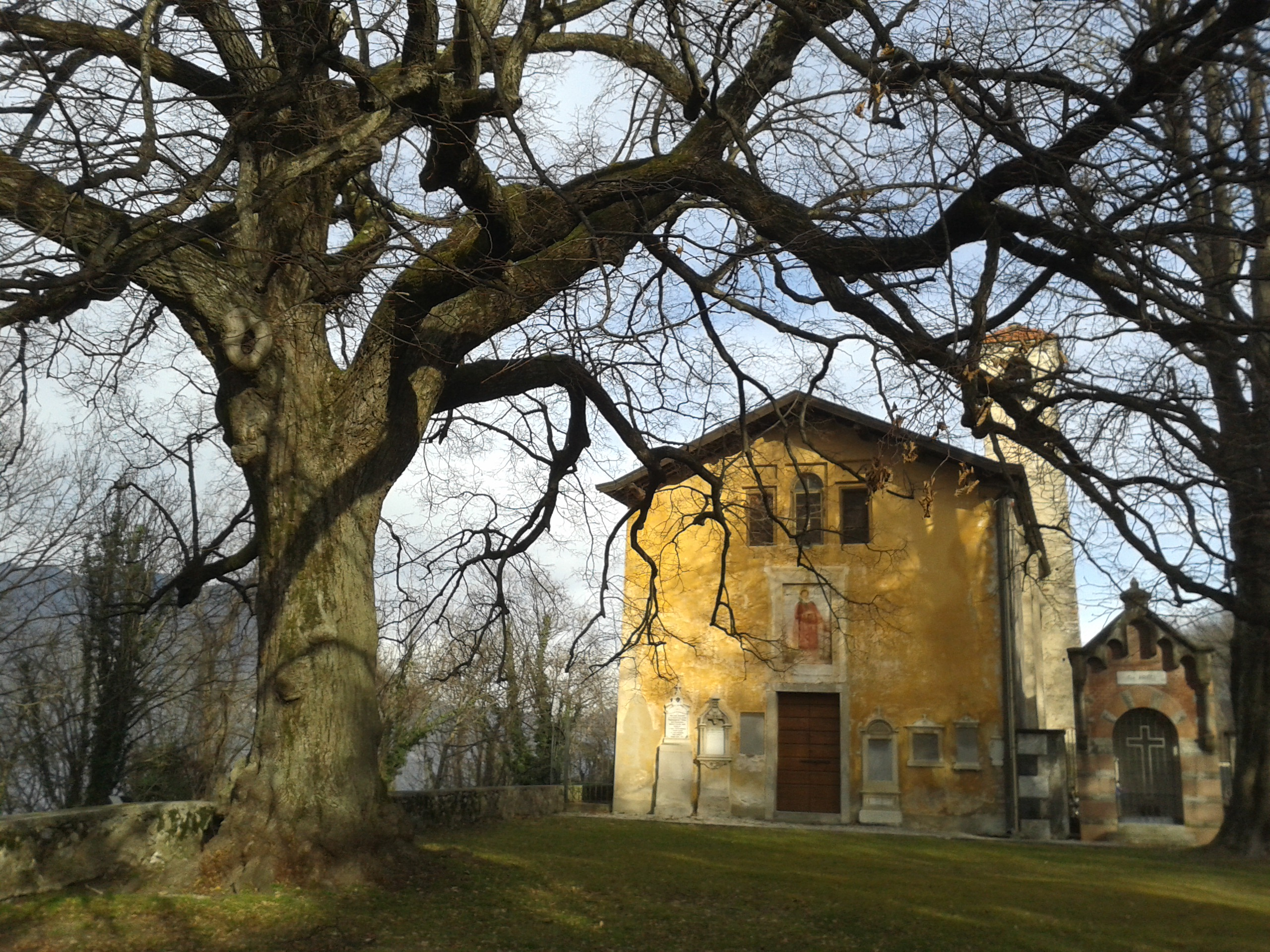
Il tiglio monumentale al cimitero